# Montopoli in Val d'Arno
Pour les articles homonymes, voir Montopoli.
Montopoli in Val d'Arno est une commune italienne de la province de Pise, dans la région Toscane.

## Géographie
Montopoli in Val d'Arno se situe dans la province de Pise, en Toscane.

## Histoire
- La tour San Matteo.

## Administration
| Période                                  | Période  | Identité           | Étiquette         | Qualité |
| ---------------------------------------- | -------- | ------------------ | ----------------- | ------- |
| juin 2004                                | En cours | Alessandra Vivaldi | Lista Democratica |         |
| Les données manquantes sont à compléter. |          |                    |                   |         |

### Hameaux
Capanne, Castel del Bosco, Marti, San Romano.

### Communes limitrophes
Castelfranco di Sotto, Palaia, Pontedera, San Miniato, Santa Maria a Monte.

### Jumelages
- Maussane-les-Alpilles (France) ;
- Valbonne (France).

## Personnalités liées à la ville

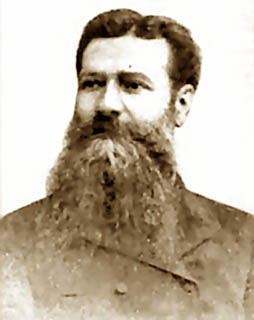
Isidoro Falchi.

- Giovanni Battista Caccini en 1556, sculpteur et architecte de l'école florentine.
- Isidoro Falchi (1838-1914), médecin garibaldien et archéologue, connu pour avoir découvert la cité étrusque de Vetulonia. Il fut aussi maire de la commune.